# Edward Holt
J. Edward Holt (sinh năm 1880) là một cầu thủ bóng đá người Anh thi đấu ở vị trí outside right. Sinh ra ở Withington, Lancashire, ông từng thi đấu cho Newton Heath Athletic và thử việc cho Newton Heath. Ông có lần ra sân duy nhất ở Football League cho Newton Heath vào ngày 28 tháng 4 năm 1900, ghi bàn trong chiến thắng 2–1 trước Chesterfield tại Bank Street.